# Henry Luce

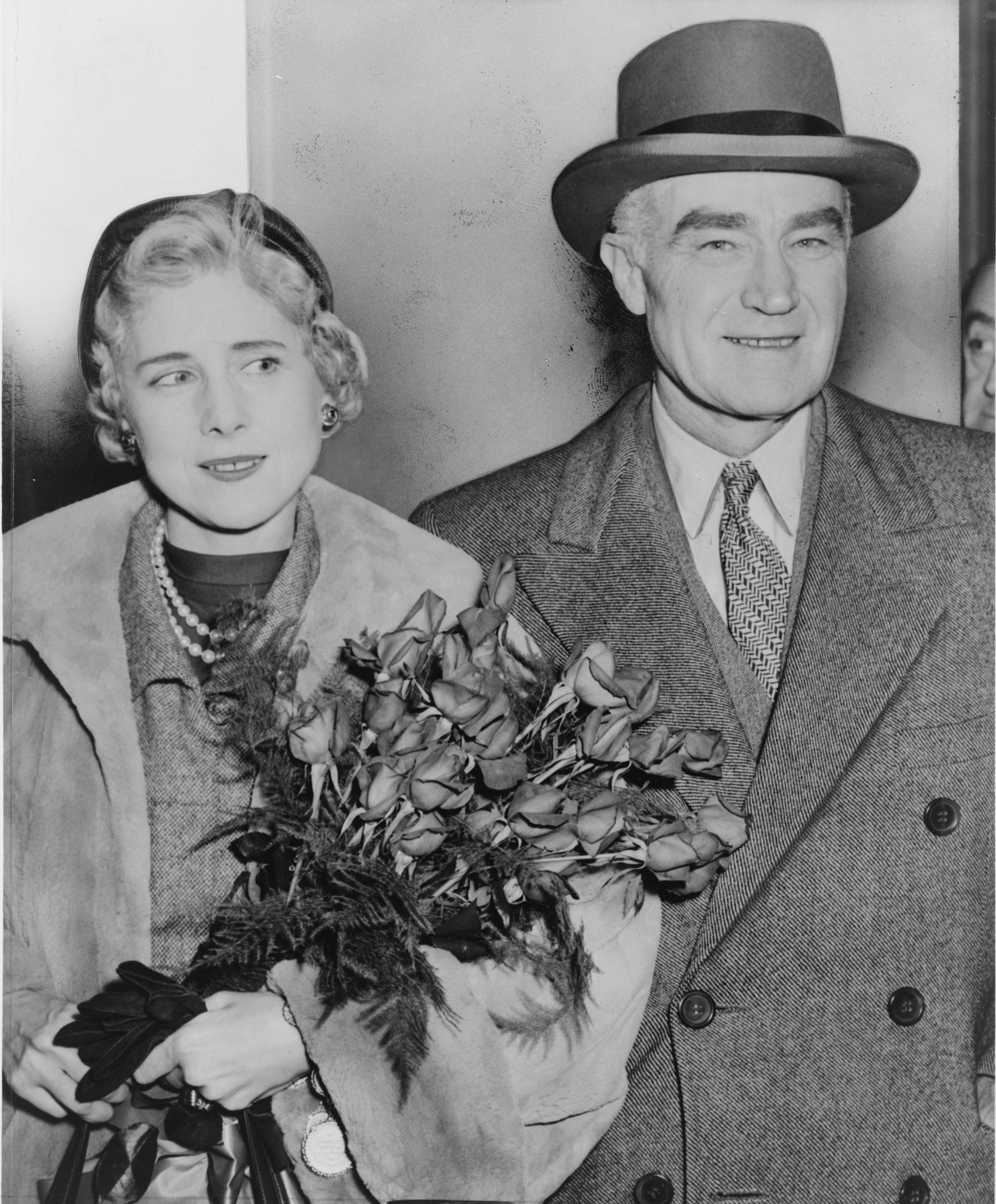
Luce tillsammans med hustrun Clare Boothe Luce, välkänd dramatiker och politiker (1954).

Henry Robinson Luce, född 3 april 1898 i Tengchow (nuvarande Penglai) i Shandong i Kina, död 28 februari 1967 i Phoenix i Arizona, var en amerikansk journalist och tidningsmagnat, ansedd som den mest inflytelserika privatpersonen i Amerika under sin tid.

## Biografi
Luce, känd för sina vänner som "Fader Tid", var son till en presbyteriansk missionär. Han fick sin utbildning i olika kinesiska och engelska internatskolor, inklusive China Inland Mission Chefoo School. Han skickades till USA vid 15 års ålder för att studera vid Hotchkiss School i Connecticut och därefter vid Yale College.
År 1920 utexaminerades han från Yale College, där han var medlem av Alpha Delta Phi och Skull and Bones. Vid Hotchkiss, träffade han första gången Briton Hadden, som skulle bli en livslång partner och som hade fungerat som redaktör och chefredaktör för skoltidningen. Luce arbetade som assisterande chefredaktör. De två fortsatte att arbeta tillsammans vid Yale, med Hadden som ordförande och Luce som redaktionschef för The Yale Daily News.
Efter att ha gått ut som kursetta i sin klass på Yale, gick han skilda vägar från Hadden för historiska studier vid Oxford University. Under denna tid arbetade han som reporter för Chicago Daily News. I december 1921 återförenades Luce och Hadden för att arbeta på The Baltimore News.
År 1923 bildade Luce och Hadden tidningsföretaget Time Inc. I mars samma år gavs första numret av Time Magazine ut. Efter Haddens plötsliga död 1929 tog Luce över även dennes position. Han var sedan under åren 1929-64 huvudredaktör för samtliga publikationer som gavs ut av Time Inc.
Luce lanserade affärsmagasinet Fortune i februari 1930 och grundade bildtidningen Life magazine 1934, och lanserade House & Home 1952 och Sports Illustrated 1954. Han producerade också The March of Time veckojournalfilm. I mitten av 1960-talet, var Time Inc. den största och mest prestigefyllda tidskriftsutgivare i världen.
Luce var en inflytelserik medlem i det republikanska partiet och hyste starka antikommunistiska övertygelser. Han var en viktig medlem i den s.k. Kina-lobbyn och spelade en viktig roll för att bilda opinion till stöd för Chiang Kai-shek och Soong May-ling under det andra kinesisk-japanska kriget. Chiang avbildades på Times omslag inte mindre än elva gånger mellan 1927 och 1955.
Luce dog i Phoenix, Arizona 1967. Vid hans död sägs hans tillgångar ha uppgått till 100 miljoner dollar. Det mesta av hans förmögenhet gick till Henry Luce Foundation. Under sitt liv,  stödde han många filantropier t.ex. Rädda Barnen,  Metropolitan Museum of Art och United service till Kina, Inc.

## Hederbetygelser
Luce hedrades av United States Postal Service med ett 32 ¢ frimärke i serien Stora amerikaner (1980-2000). Han installerades i Junior Achievement US Business Hall of Fame 1977. 